# 1995 sur Internet
Cet article présente les faits marquants de l'année 1995 sur Internet.

## Évènements

### Avril
- Lancement du navigateur web Opera.

### Août
- 16 août : lancement du navigateur web Internet Explorer, développé par Microsoft.